# Heyda (Hirschstein)
Heyda ist ein Ortsteil der sächsischen Gemeinde Hirschstein im Landkreis Meißen. Der Ort wurde am 1. März 1994 in die Gemeinde Mehltheuer eingegliedert, welche sich am 1. Oktober 1996 in Hirschstein umbenannt wurde.

## Geographie

### Geographische Lage und Verkehr
Heyda liegt auf der linken Elbseite im mittleren Teil der Gemeinde Hirschstein, ca. sieben Kilometer südöstlich von Riesa in einer Geländevertiefung der Prausitz-Hirschsteiner Moränenplatte. Durch den Ort verläuft die die Staatsstraße 87, die Heyda mit Riesa und über Zehren mit Meißen verbindet. Busverbindungen bestehen nach Riesa, Prausitz und Zehren.

### Nachbarorte
| Gostewitz (zu Riesa)      | Mergendorf, Poppitz (beide zu Riesa)        | Leutewitz (zu Riesa)                          |
| Prausitz (zu Hirschstein) | Kompassrose, die auf Nachbargemeinden zeigt | Schänitz, Boritz, Bahra (alle zu Hirschstein) |
|                           | Kobeln (zu Hirschstein)                     | Böhla (zu Hirschstein)                        |

## Geschichte

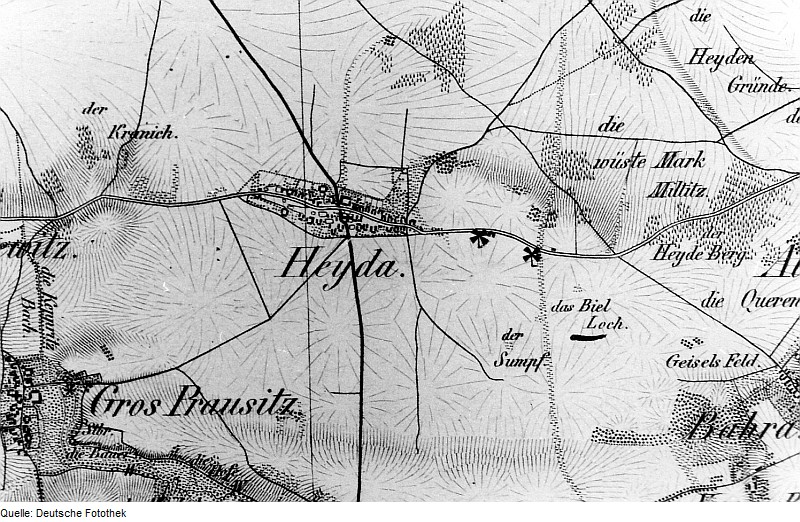
Heyda und Wüstung Miltitz auf der Oberreit-Karte 1839/40

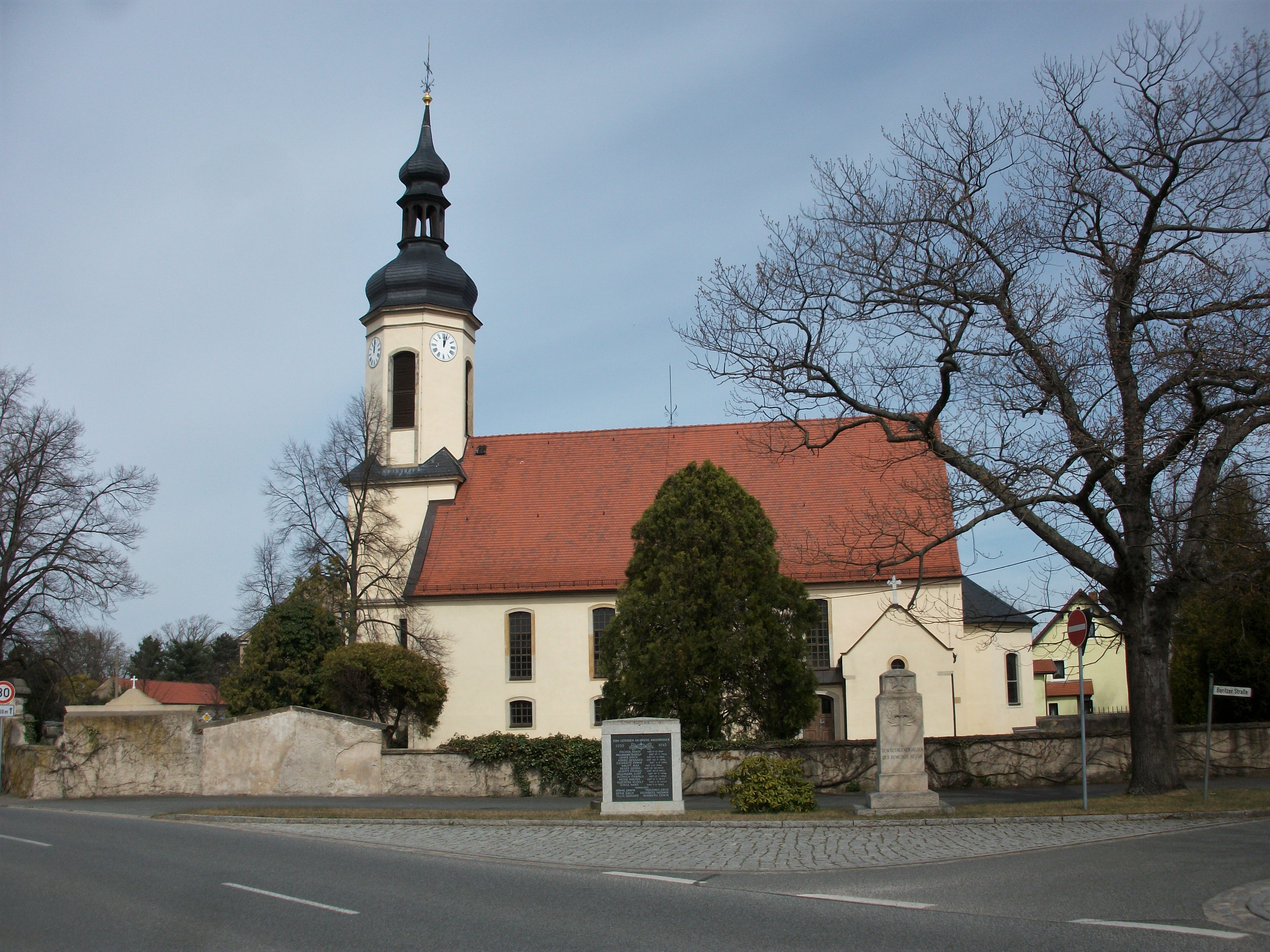
Dorfkirche Heyda

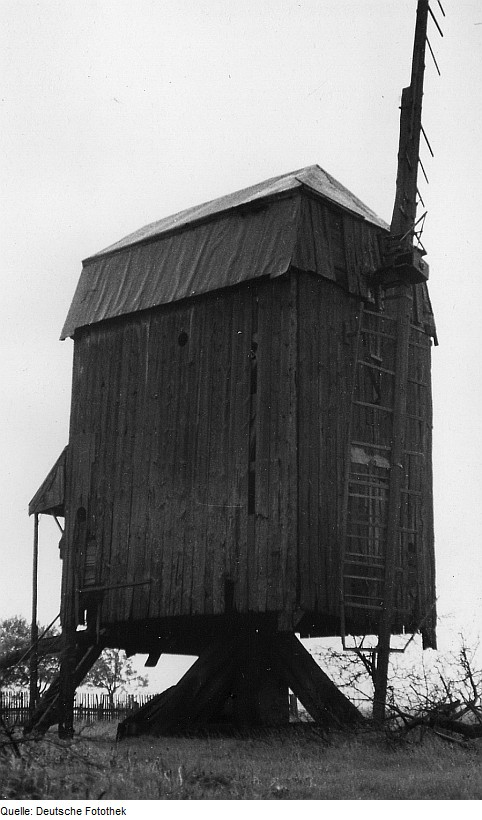
Ehemalige Bockwindmühle bei Heyda

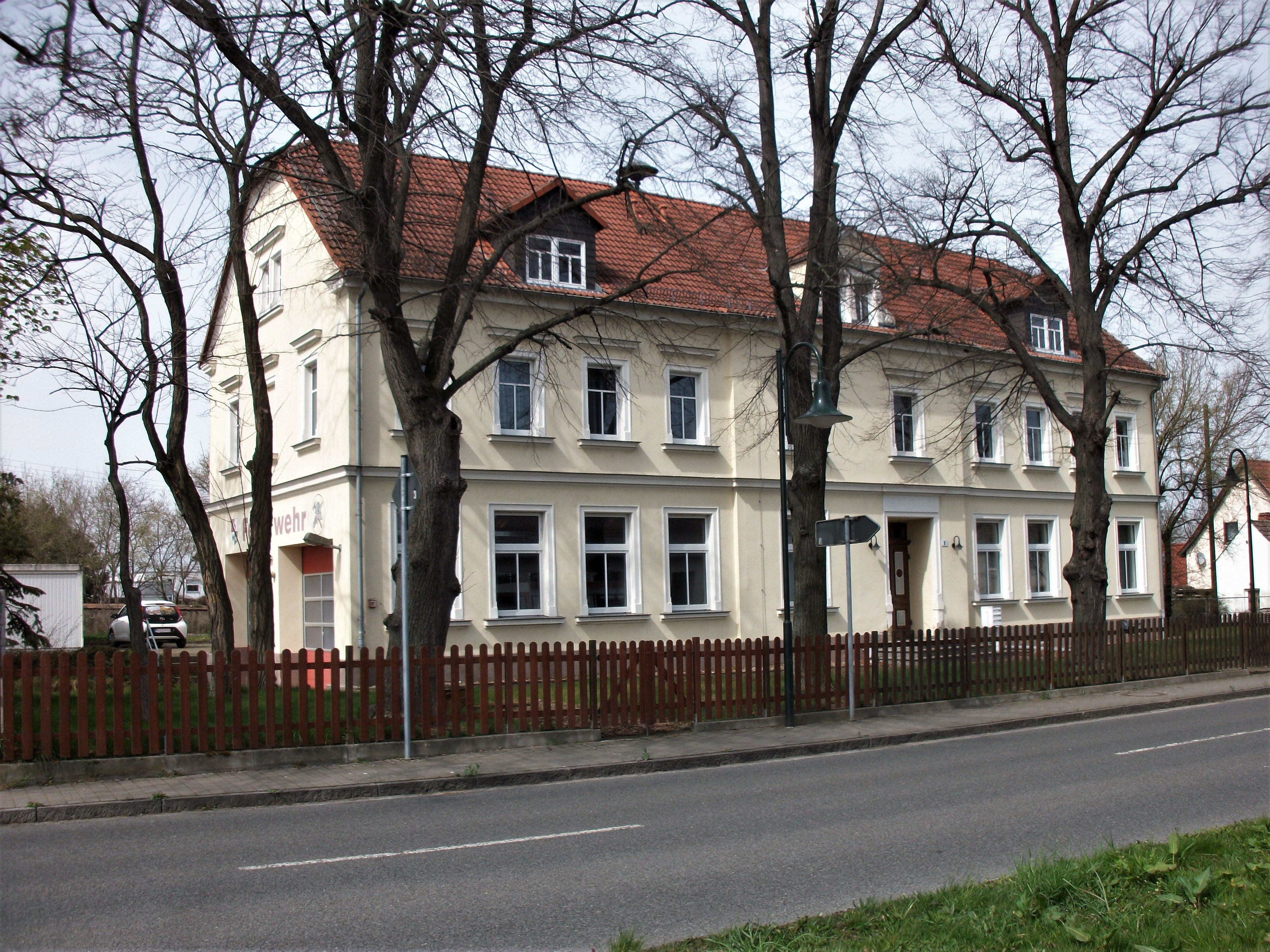
Freiwillige Feuerwehr Heyda in der ehemaligen Schule

Heyda wurde erstmals im Jahr 1214 als Heida urkundlich erwähnt und gehörte als Klosterdorf zu den Besitzungen des Riesaer Klosters. Der Siedlungsform nach ist der Ort ein Straßenangerdorf mit Gewannflur. Da sich hier zwei wichtige mittelalterliche Fernstraßen von Großenhain nach Leipzig und von Meißen nach Riesa kreuzten, gab es bereits 1233 ein Schenkgut im Ort. 1283 wird ein Arnold von Heide genannt. Später wechselte die Schreibweise über Heyde (1334) und Heydaw (1543) bis zum seit dem 19. Jahrhundert amtlichen Heyda.
Ursprünglich lagen auf Heydaer Flur zwei weitere Siedlungen. Miltitz, vermutlich eine Gründung der auf Schloss Scharfenberg sitzenden gleichnamigen Adelsfamilie, befand sich im Hochwassergebiet der Elbe und wurde höchstwahrscheinlich nach einer Elbflut bald wieder aufgegeben. 1565 überließ man die wüsten Fluren den Bauern der Nachbarorte zur Bewirtschaftung. Eine weitere Ortswüstung lag zwischen Heyda, Mergendorf und Poppitz. Lechau ist erstmals 1214 als villa lechove genannt und wird 1234 als allodium (Erbgut) bezeichnet. Wann und warum der Ort zur Wüstung wurde, bleibt unklar.
Im Zusammenhang mit der Reformation wurde das Kloster Riesa 1542 aufgelöst. Zwei Jahre später erwarb Merten von Miltitz die früheren Besitzungen und wandelte diese in ein Rittergut um, welches bis zur Ablösung der Frondienste Grundherr über Heyda blieb. Heyda lag bis 1856 im kursächsischen bzw. königlich-sächsischen Kreisamt Meißen. Bei den im 19. Jahrhundert im Königreich Sachsen durchgeführten Verwaltungsreformen wurden die Ämter aufgelöst. Dadurch kam Heyda im Jahr 1856 unter die Verwaltung des Gerichtsamts Riesa und 1875 an die neu gegründete Amtshauptmannschaft Großenhain.
Im Zuge der Gebietsreform 1952 wurde die Gemeinde Heyda dem Kreis Riesa im Bezirk Dresden zugeordnet, welcher ab 1990 als sächsischer Landkreis Riesa fortgeführt wurde und 1994 im neu gebildeten Landkreis Riesa-Großenhain aufging.
Am 1. März 1994 erfolgte die Eingemeindung nach Mehltheuer. Seit dem Zusammenschluss Mehltheuers mit weiteren Gemeinden und der Umbenennung der Großgemeinde zum 1. Oktober 1996 gehört Heyda als Ortsteil zu Hirschstein. 2008 kam diese im Rahmen der zweiten Kreisreform in Sachsen zum Landkreis Meißen.

### Bevölkerungsentwicklung
| Jahr | Einwohner                                 |
| ---- | ----------------------------------------- |
| 1547 | 19 besessene Mann, 3 Gärtner, 18 Inwohner |
| 1764 | 26 besessene Mann,7 Häusler, 18 Hufen     |
| 1834 | 274                                       |
| 1871 | 354                                       |
| 1890 | 336                                       |
| 1910 | 430                                       |
| 1925 | 409                                       |
| 1939 | 388                                       |
| 1946 | 520                                       |
| 1950 | 551                                       |
| 1964 | 437                                       |
| 1990 | 358                                       |

## Wirtschaft
Traditionell bedeutendster Wirtschaftszweig ist die Landwirtschaft. Außerdem gab es früher zwei Windmühlen. Seit 2004 produziert die Fahrzeugmanufaktur Sachsen einen Nachbau des englischen Sportwagens AC Cobra in Heyda.
Die ehemaligen Schule des Ortes, zuletzt als Einkaufsmarkt und Kindergarten genutzt, wurde 2001 zum Feuerwehrhaus umgebaut.

## Sehenswürdigkeiten

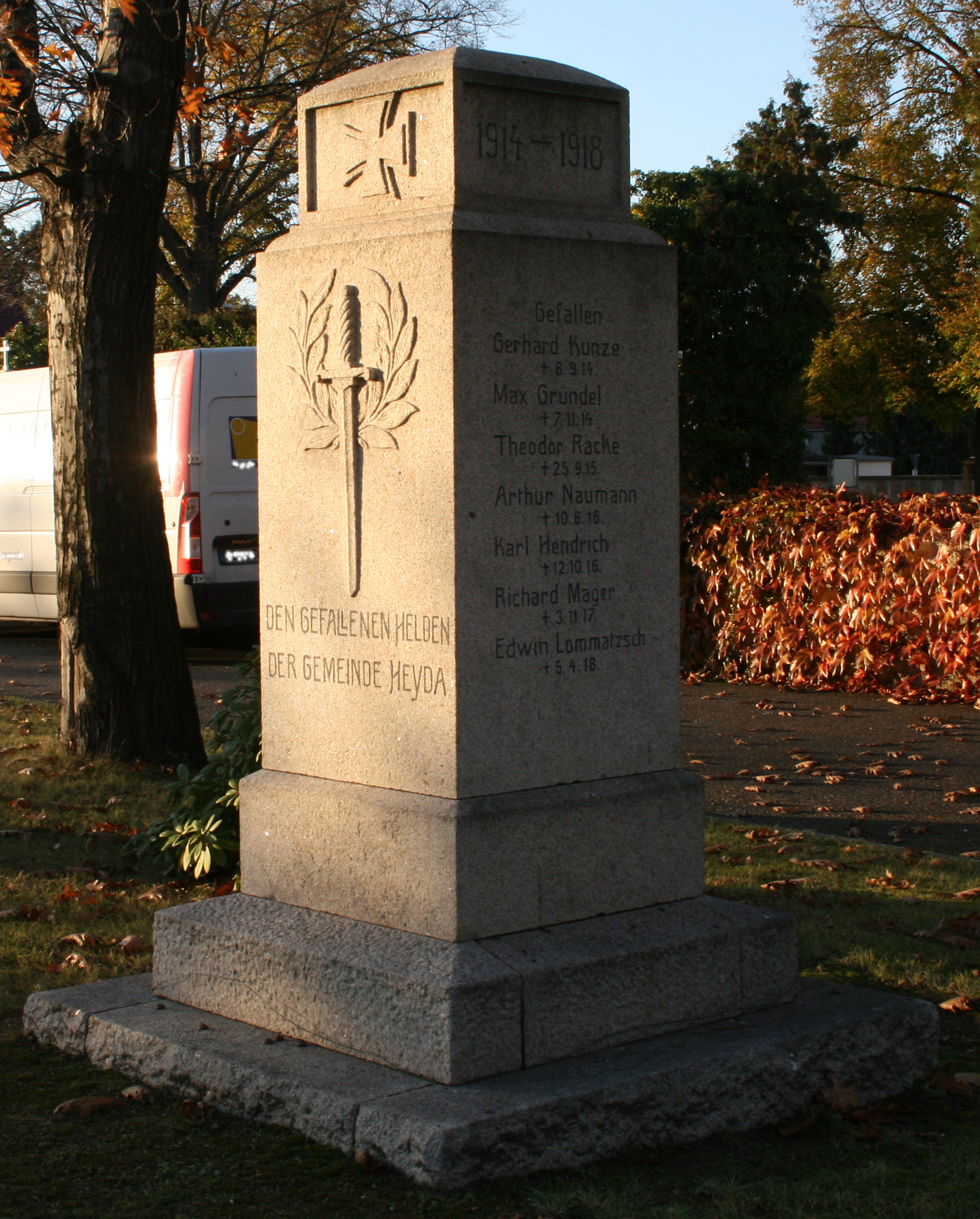
Gefallenendenkmal

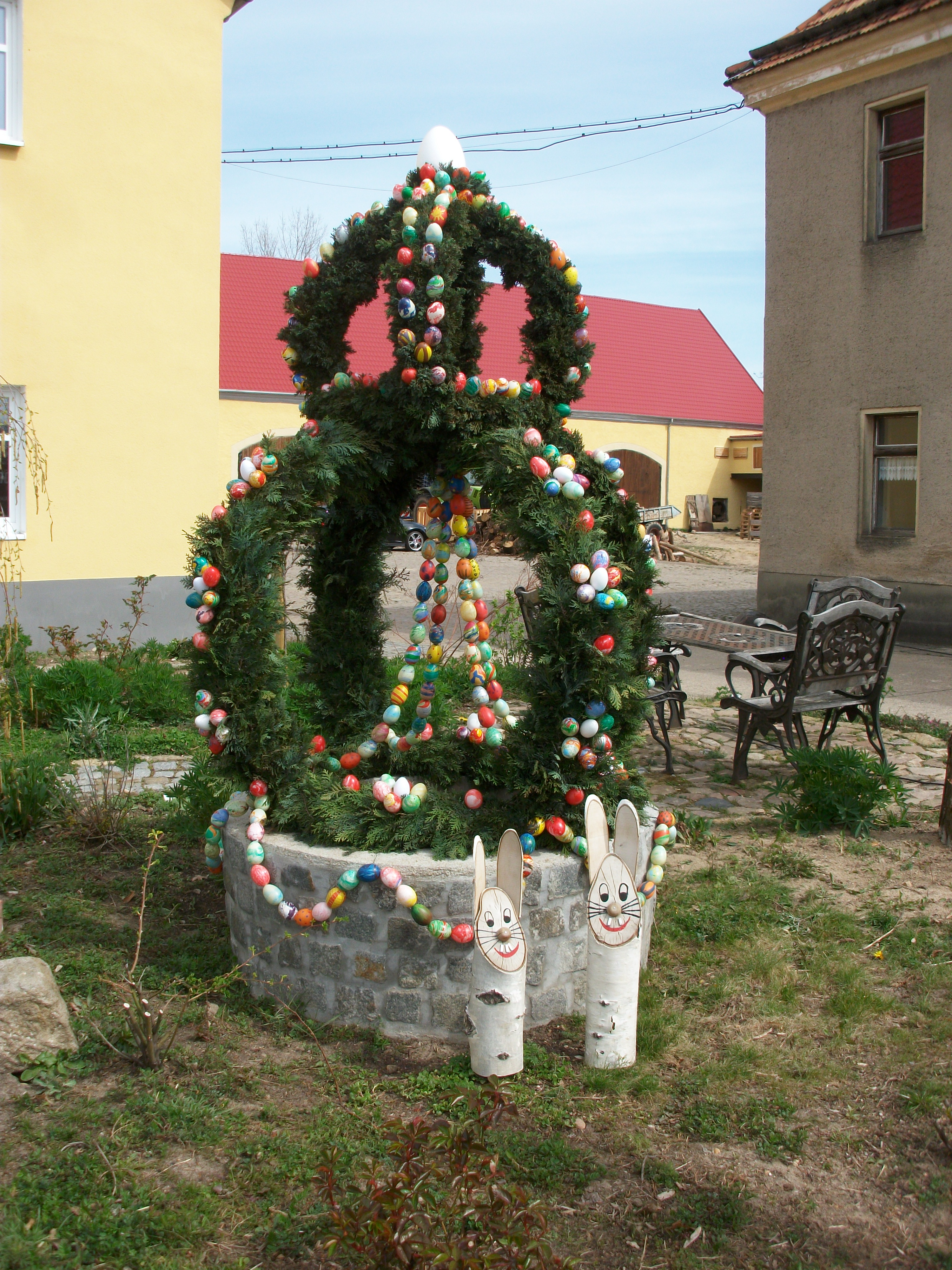
Osterbrunnen Heyda

- Dorfkirche: Die erste Dorfkirche entstand wahrscheinlich bereits um 1150 und ist 1222 erstmals urkundlich erwähnt. im 16. Jahrhundert gehörte sie als Filialkirche zu Leutewitz. Neben Heyda war auch der Nachbarort Kobeln eingepfarrt. 1646/47 erfolgte ein größerer Umbau. 1770 erhielt sie durch den sächsischen Hof- und Landorgelbaumeister Johann Ernst Hähnel eine neue Orgel. Der ursprünglich mittig an das Kirchenschiff angebaute Turm wurde 1798 durch einen Neubau an der Westseite ersetzt. 1862 entschied die Kirchgemeinde, die bisherige Kirche durch einen Neubau zu ersetzen. Erneute Umbauten erfolgten 1882 und 1891. Am 21. August 1901 stürzte der Kirchturm bei Bauarbeiten ein, wurde jedoch wenig später wieder aufgebaut. In diesem Zusammenhang erhielt das unter Denkmalschutz stehende Gotteshaus im Wesentlichen sein heutiges Aussehen. Nach 1990 wurde die Kirche in mehreren Bauabschnitten saniert. Seit 2001 gehört sie zur Kirchgemeinde Prausitz.
- Gefallenendenkmal für die Opfer des Ersten Weltkriegs
- Elchdenkmal: Der mit einer Inschrift versehene Gedenkstein befindet sich an der Straße nach Leutewitz. Er erinnert an einen hier am 10. Oktober 1981 erlegten verirrten Elch.
- Der Heydaer Osterbrunnen ist einer von elf Osterbrunnen der Hirschsteiner Region.[10]